# Alex Orban
Alexander Orban (Budapest, 25 agosto 1939 – 2 dicembre 2021) è stato uno schermidore statunitense.

## Biografia
Ha partecipato ai Giochi della XIX Olimpiade di Città del Messico nel 1968 ed ai Giochi della XX Olimpiade di Monaco di Baviera nel 1972.

## Palmarès
In carriera ha conseguito i seguenti risultati:
- Giochi Panamericani:

Cali 1971: argento nella sciabola a squadre.
Città del Messico 1975: argento nella sciabola a squadre.